# Eurovision Song Contest 1998
Il quarantatreesimo Concorso Eurovisione della Canzone si tenne a Birmingham (Regno Unito) il 9 maggio 1998.

## Storia
Per il concorso del 1998 l'unico cambiamento alle regole di preselezione fu che il numero di posti per i partecipanti passivi non aveva più limiti. Quell'anno il sistema di televoto fu introdotto per far sì che il pubblico fosse più partecipe nello show. Tuttavia, una giuria di sostegno fu richiesta nel caso ci fossero stati problemi durante le votazioni. Ogni paese fornì 24 linee telefoniche con i numeri che si concludevano con le cifre da 01 e 25. Ognuna di queste cifre rappresentava una canzone. Al pubblico furono dati tre minuti per votare, in considerazione del tempo limitato assegnato ai paesi per annunciare i loro risultati, che fu di cinque minuti. Per minimizzare il rischio che alcune persone votassero per la loro nazione mediante il televoto di altri paesi, i numeri di telefono furono installati in modo che comporli da altri paesi fosse impossibile. Ogni persona non poteva telefonare, più di tre volte, allo stesso numero. Questo nuovo sistema causò alcune polemiche. Alcuni lo gradirono perché avvicinava la gente al concorso, mentre altri erano scontenti del risultato finale. Una giuria nazionale inoltre fu richiesta per tutti i paesi e particolarmente per quelli che non avevano le infrastrutture per il televoto. Le regole furono applicate come per le giurie di sostegno, ma anziché avere 8 giurati, il numero fu aumentato a 16. Tutti i risultati dalle giurie furono trasmessi ai servizi permanenti dell'EBU e furono certificati da un notaio che era presente durante le votazioni per impedire frodi. Questa procedura fu applicata soltanto alle giurie di sostegno, nel caso i loro voti fossero stati usati a causa di problemi durante il televoto.
Il numero di partecipanti rimase 25. La Ex Repubblica Jugoslava di Macedonia fece il suo debutto, mentre l'Italia si ritira di nuovo, ma questa volta l'assenza sarà lunga 13 anni, il paese tornerà in gara nel 2011. La vincitrice del concorso ebbe notevole visibilità, trattandosi infatti di Dana International, con la canzone Diva. Altra esibizione difficile da dimenticare, quella dell'eccentrico Guildo Horn, che si classificò settimo, per la Germania, portando il brano autoreferenziale Guildo hat euch lieb.
L'edizione del 1998 fu l'ultima ad avere la presenza dell'orchestra: a partire dall'edizione successiva, infatti, gli artisti cantano su basi musicali pre registrate.

## Stati partecipanti

Paesi partecipanti
Paesi che hanno partecipato in passato ma non hanno partecipato nel 1998

Paesi partecipanti
     Paesi che hanno partecipato in passato ma non hanno partecipato nel 1998
| Stato                       | Artista                | Brano                         | Lingua     | Processo di selezione                                                       |
| --------------------------- | ---------------------- | ----------------------------- | ---------- | --------------------------------------------------------------------------- |
| Belgio                      | Mélanie Cohl           | Dis oui                       | Francese   | Eurosong 1998, 13 marzo 1998                                                |
| Cipro                       | Michalīs Chatzīgiannīs | Genesis                       | Greco      | Finale nazionale, 1º marzo 1998                                             |
| Croazia                     | Danijela Martinović    | Neka mi ne svane              | Croato     | Dora 1998, 6 marzo 1998                                                     |
| Estonia                     | Koit Toome             | Mere lapsed                   | Estone     | Eurolaul 1998, 24 gennaio 1998                                              |
| Finlandia                   | Edea                   | Aava                          | Finlandese | Euroviisukarsinta 1998, 14 febbraio 1998                                    |
| Francia                     | Marie Line             | Où aller                      | Francese   | Interno                                                                     |
| Germania                    | Guildo Horn            | Guildo hat euch lieb!         | Tedesco    | Countdown Grand Prix 1998, 26 febbraio 1998                                 |
| Grecia                      | Thalassa               | Mia kryfī evaisthīsia         | Greco      | Ellinikós Telikós 1998                                                      |
| Irlanda                     | Dawn Martin            | Is Always Over Now?           | Inglese    | Eurosong 1998, 8 marzo 1998                                                 |
| Israele                     | Dana International     | Diva                          | Ebraico    | Interno, 14 febbraio 1998                                                   |
| Macedonia                   | Vlado Janevski         | Ne zori, zoro                 | Macedone   | Skopje Fest 1998, 7 marzo 1998                                              |
| Malta                       | Chiara                 | The One That I Love           | Inglese    | Malta Song for Europe 1998                                                  |
| Norvegia                    | Lars Fredriksen        | Alltid sommer                 | Norvegese  | Melodi Grand Prix 1998, 28 febbraio 1998                                    |
| Paesi Bassi                 | Edsilia Rombley        | Hemel en aarde                | Olandese   | Nationaal Songfestival 1998, 8 marzo 1998                                   |
| Polonia                     | Sixteen                | To takie proste               | Polacco    | Interno                                                                     |
| Portogallo                  | Alma Lusa              | Se eu te pudesse abraçar      | Portoghese | Festival da Canção 1998, 7 marzo 1998                                       |
| Regno Unito (organizzatore) | Imaani                 | Where Are You?                | Inglese    | The Great British Song Contest 1998, 15 marzo 1998                          |
| Romania                     | Mălina Olinescu        | Eu cred                       | Romeno     | Selecția Națională 1998                                                     |
| Slovacchia                  | Katarína Hasprová      | Modlitba                      | Slovacco   | Bratislavská lýra per l'artista, 6 giugno 1997; Scelta interna per il brano |
| Slovenia                    | Vili Resnik            | Naj bogovi slišijo            | Sloveno    | EMA 1998                                                                    |
| Spagna                      | Mikel Herzog           | ¿Qué voy a hacer sin ti?      | Spagnolo   | Interno                                                                     |
| Svezia                      | Jill Johnson           | Kärleken är                   | Svedese    | Melodifestivalen 1998, 14 marzo 1998                                        |
| Svizzera                    | Gunvor Guggisberg      | Lass ihn                      | Tedesco    | Concours Eurovision 1998, 18 dicembre 1997                                  |
| Turchia                     | Tüzmen                 | Unutamazsın                   | Turco      | Finale nazionale, 28 febbraio 1998                                          |
| Ungheria                    | Charlie                | A holnap már nem lesz szomorú | Ungherese  | Interno                                                                     |

## Struttura di voto
Ogni paese premia con dodici, dieci, otto e dal sette all'uno, punti per le proprie dieci canzoni preferite.

## Orchestra
Diretta dai maestri: Olli Ahvenlahti (Finlandia), Dick Bakker (Paesi Bassi), Anders Berglund (Svezia), Costas Cacoyannis (Cipro), Alexandar Dzambazov (Macedonia), Ümit Eroglu (Turchia), Alberto Estébanez (Spagna), Stipica Kalogjera (Croazia), Noel Kelehan (Irlanda), Geir Langslet (Norvegia), Miklós Malek (Ungheria), James McMillan (Regno Unito), Wieslaw Pieregorólka (Polonia), Adrian Romcescu (Romania), Mojmir Sepe (Slovenia), Mike Sergeant (Portogallo), Heiki Vahar (Estonia), Vladimir Valovic (Slovacchia) e Stefan Raab (Germania). Le canzoni greche, francesi, svizzere, israeliane, maltesi e belghe non hanno utilizzato l'accompagnamento orchestrale, né le canzoni tedesche e slovene, nonostante presentino un direttore prima della loro entrata. È stata l'ultima edizione che vedeva la presenza dell'orchestra.

## Classifica
Le tabelle riflettono i risultati corretti e verificati dopo la trasmissione, poiché durante la sequenza dei voti vista in diretta, la portavoce spagnola annunciò dei voti non corretti.
| N° | Stato       | Cantante               | Canzone                       | Punti | Posizione |
| -- | ----------- | ---------------------- | ----------------------------- | ----- | --------- |
| 01 | Croazia     | Danijela Martinović    | Neka mi ne svane              | 131   | 5         |
| 02 | Grecia      | Thalassa               | Mia kryfī evesthīsia          | 12    | 20        |
| 03 | Francia     | Marie Line             | Où aller?                     | 3     | 24        |
| 04 | Spagna      | Mikel Herzog           | ¿Qué voy a hacer sin ti?      | 21    | 16        |
| 05 | Svizzera    | Gunvor                 | Lass ihn                      | 0     | 25        |
| 06 | Slovacchia  | Katarína Hasprová      | Modlitba                      | 8     | 21        |
| 07 | Polonia     | Sixteen                | To takie proste               | 19    | 17        |
| 08 | Israele     | Dana International     | Diva                          | 172   | 1         |
| 09 | Germania    | Guildo Horn            | Guildo hat Euch lieb!         | 86    | 7         |
| 10 | Malta       | Chiara Siracusa        | The One That I Love           | 165   | 3         |
| 11 | Ungheria    | Charlie                | A holnap már nem lesz szomorú | 4     | 23        |
| 12 | Slovenia    | Vili Resnik            | Naj bogovi slišijo            | 17    | 18        |
| 13 | Irlanda     | Dawn Martin            | Is Always Over Now?           | 64    | 9         |
| 14 | Portogallo  | Alma Lusa              | Se eu te pudesse abraçar      | 36    | 12        |
| 15 | Romania     | Mălina Olinescu        | Eu cred                       | 6     | 22        |
| 16 | Regno Unito | Imaani                 | Where Are You?                | 166   | 2         |
| 17 | Cipro       | Michalīs Chatzīgiannīs | Genesis                       | 37    | 11        |
| 18 | Paesi Bassi | Edsilia Rombley        | Hemel en aarde                | 150   | 4         |
| 19 | Svezia      | Jill Johnson           | Kärleken är                   | 53    | 10        |
| 20 | Belgio      | Mélanie Cohl           | Dis oui                       | 122   | 6         |
| 21 | Finlandia   | Edea                   | Aava                          | 22    | 15        |
| 22 | Norvegia    | Lars Fredriksen        | Alltid sommer                 | 79    | 8         |
| 23 | Estonia     | Koit Toome             | Mere lapsed                   | 36    | 12        |
| 24 | Turchia     | Tüzmen                 | Unutamazsın                   | 25    | 14        |
| 25 | Macedonia   | Vlado Janevski         | Ne zori, zoro                 | 16    | 19        |

12 punti
| N. | A           | Da                                         |
| -- | ----------- | ------------------------------------------ |
| 4  | Malta       | Irlanda, Norvegia, Regno Unito, Slovacchia |
| 4  | Regno Unito | Croazia, Israele, Romania, Turchia         |
| 3  | Israele     | Francia, Malta, Portogallo                 |
| 3  | Germania    | Paesi Bassi, Spagna, Svizzera              |
| 2  | Croazia     | Macedonia, Slovenia                        |
| 2  | Paesi Bassi | Belgio, Ungheria                           |
| 1  | Belgio      | Polonia                                    |
| 1  | Cipro       | Grecia                                     |
| 1  | Estonia     | Finlandia                                  |
| 1  | Grecia      | Cipro                                      |
| 1  | Norvegia    | Svezia                                     |
| 1  | Svezia      | Estonia                                    |
| 1  | Turchia     | Germania                                   |

## Sistema di relegazione (1994-1998)
I 16 paesi con la media punti più alta tra il 1994 e il 1998, partecipano all'Eurovision Song Contest 1999, oltre al paese ospitante (Israele).
| Posizione | Nazione     | Media dei punti |
| --------- | ----------- | --------------- |
| -         | Israele     | 126,5           |
| 1         | Irlanda     | 130,6           |
| 2         | Regno Unito | 121,8           |
| 3         | Malta       | 94,4            |
| 4         | Norvegia    | 83,4            |
| 5         | Croazia     | 74,2            |
| 6         | Svezia      | 67,4            |
| 7         | Cipro       | 67,4            |
| 8         | Paesi Bassi | 59,25           |
| 9         | Germania    | 59,25           |
| 10        | Polonia     | 57              |
| 11        | Francia     | 56,8            |
| 12        | Turchia     | 56              |

| Posizione | Nazione    | Media dei punti |
| --------- | ---------- | --------------- |
| 13        | Spagna     | 54              |
| 14        | Estonia    | 53,5            |
| 15        | Belgio     | 50,67           |
| 16        | Slovenia   | 44,25           |
| 17        | Ungheria   | 42              |
| 18        | Portogallo | 41,2            |
| 19        | Grecia     | 39,8            |
| 20        | Macedonia  | 16              |
| 21        | Finlandia  | 14              |
| 22        | Slovacchia | 14              |
| 23        | Svizzera   | 10,5            |
| 24        | Romania    | 10              |